# Haderslev Skydeselskab af 1857
Haderslev Skydeselskab af 1857 er et skydeselskab grundlagt i Haderslev i 1857. Selskabet omtales første gang i en annonce i dagbladet Dannevirke for torsdagen 16. juli 1857, at der ville blive afholdt skiveskydning ved Thomashus søndag 19 juli 1857.
Den 15. juni, på valdemarsdag og genforeningsdagen, afholder foreningen deres traditionelle fugleskydning.

## Venskabsselskaber
- St. Knudsgilde Flensborg
- Horsens Borgerlige Skyttelaug
- Aarhus Borgerlige Skydeselskab
- Det Broderlige Skydeselskab i Aalborg